# Pandion haliaetus
El águila pescadora (Pandion haliaetus), también conocida como halieto, guincho o gavilán pescador, es una especie de ave accipitriforme de la familia Pandionidae.
Es un ave rapaz de tamaño medio, que aparece en todos los continentes, excepto en la Antártida, aunque en América del Sur es solo migradora no nidificante. Algunas clasificaciones lo colocan como el único miembro del género Pandion, mientras que otras consideran una segunda especie dentro de este género, Pandion cristatus.

## Taxonomía y sistemática

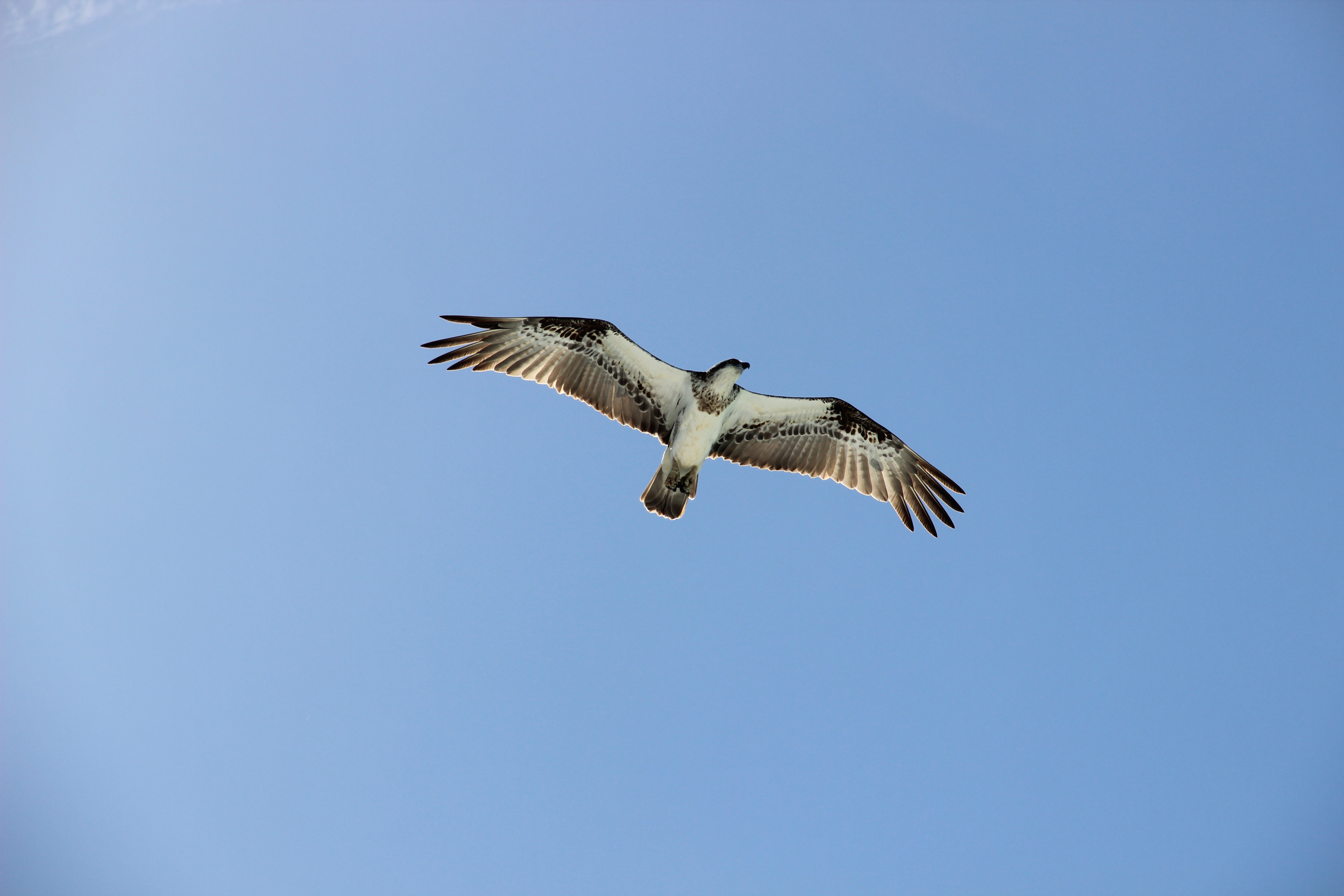
Águila pescadora oriental Pandion cristatus en Broome, Australia Occidental

El águila pescadora fue una de las muchas especies descritas por Carlos Linneo en su obra del siglo XVIII, Systema naturæ, y nombrada como Falco haliætus. El género Pandion, el único miembro de la familia Pandionidae, fue descrito por el zoólogo francés Marie Jules César Savigny en 1809 y toma el nombre del mítico rey griego, Pandion.
El águila pescadora se diferencia en varios aspectos de otras rapaces diurnas. Los dedos de las patas son de igual longitud, sus tarsos son reticulados y sus garras redondeadas.
El águila pescadora y los búhos son las únicas aves rapaces cuyo dedo exterior es reversible, lo que les permite agarrar a sus presas con dos dedos por delante y dos por detrás. Esto es particularmente útil cuando atrapa peces resbaladizos.

## Descripción
El águila pescadora mide entre 52 y 60 cm de alto, con una envergadura que oscila entre 152 y 167 cm. De partes superiores castaño oscuro, e inferiores blancas, jaspeadas de oscuro, con una máscara oscura a los lados de la cabeza. De cola larga y estrecha, y alas angulosas, es fácil de identificar. Posee unas plumas alargadas en la nuca que forman una cresta que se eriza con frecuencia.
Los ejemplares juveniles se identifican por las manchas marrón claro de su plumaje y, en general, por un tono más pálido. Los machos adultos se distinguen de las hembras por el cuerpo más delgado y las alas más estrechas. Son fáciles de distinguir al ver una pareja, pero no tanto con individuos solitarios.

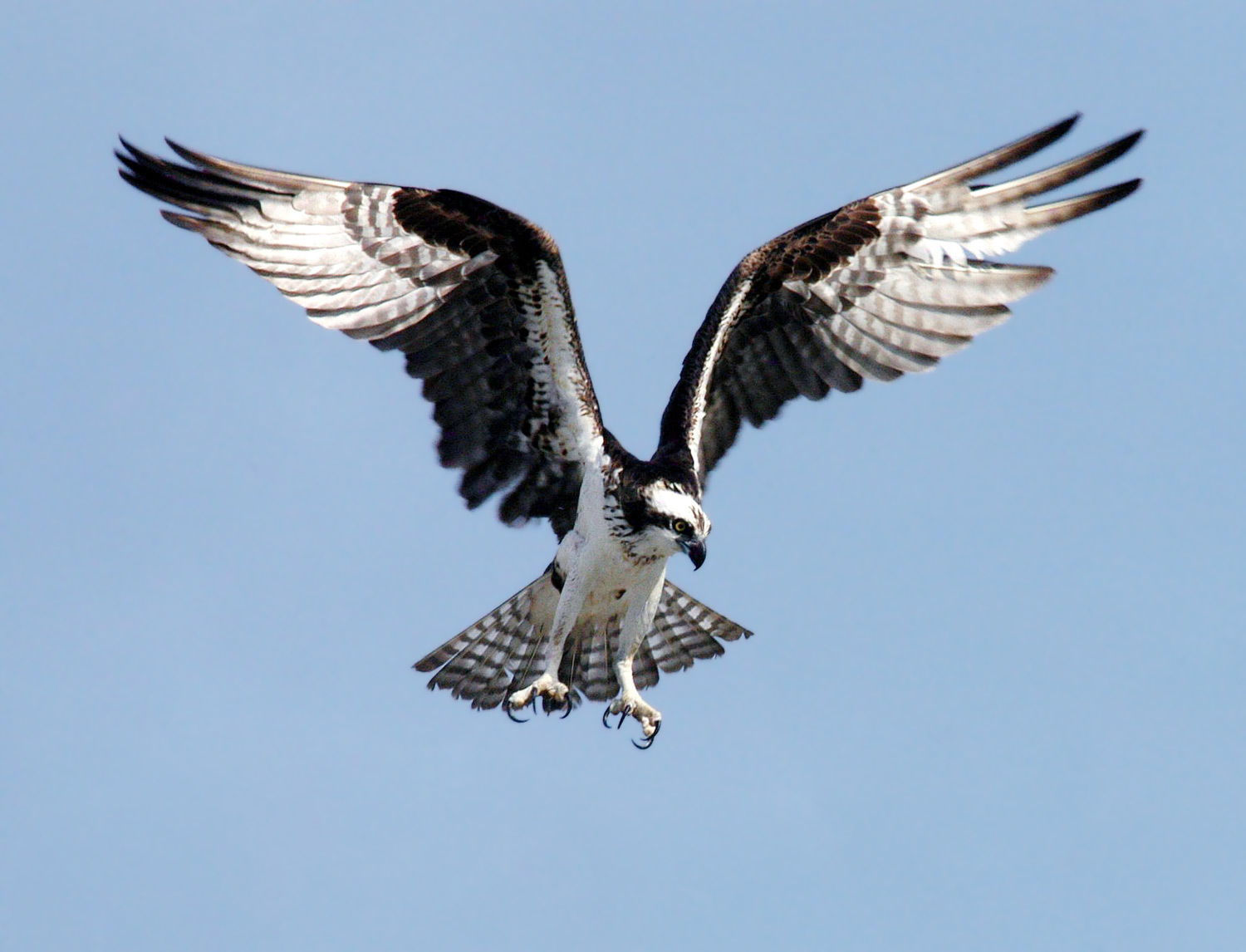
Águila pescadora preparándose para zambullirse en el Centro Espacial Kennedy, Florida, EE. UU.

## Distribución
Se trata de una especie prácticamente cosmopolita, una de las rapaces con mayor distribución mundial. Las poblaciones norteñas son migratorias (nidificación boreal e invernación austral), mientras que las más meridionales tienden a ser sedentarias. Las distribución es caracterísctica de cada subespecie, siendo P. haliaetus carolinensis y P. haliaetus ridgwayi propias del Nuevo Mundo, mientras que P. haliaetus haliaetus y P. haliaetus cristatus tienen sus nichos ecológicos en el Viejo.
Así, el P. haliaetus haliaetus nidifica en el Paleártico (Eurasia) e inverna en África y las riberas del Océano Índico. El P. haliaetus carolinensis nidifica en Canadá y Estados Unidos, migrando a Sudamérica hasta Chile y Argentina. P. haliaetus ridgwayi y P. haliaetus cristatus tienden a no migrar, habitando en el Caribe y Australasia respectivamente.

### Pandion haliaetusen Europa
La mayoría de las águilas pescadoras europeas, de la subespecie Pandion haliaetus haliaetus, inverna en países como Sierra Leona, Senegal o Ghana. Las aves adultas cruzan el Mediterráneo, y las más jóvenes siguen la costa en un recorrido más largo, pero que les permite tomar algún descanso. El grueso de la invernada de águilas pescadoras en Andalucía se da en las provincias de Huelva (Paraje Natural de Marismas del Odiel, aunque también se han observado ejemplares en el Paraje Natural de las Marismas de Isla Cristina), Cádiz (Bahía de Cádiz y embalses interiores) y algunos ejemplares en la provincia de Málaga, Paraje Natural de la Desembocadura del Guadalhorce.
En la península ibérica el águila pescadora se extinguió como reproductora en el año 1983. Debido a esta situación y a la fragmentación de la población en la cuenca del Mediterráneo, la Junta de Andalucía, en colaboración con la Estación Biológica de Doñana y la Fundación Migres, inició un programa de reintroducción de la especie en el año 2003 en Cádiz y 2004 en Huelva. A lo largo de este proyecto se liberaron casi doscientos pollos de águilas en las provincias de Huelva y Cádiz provenientes de países donantes (Escocia, Alemania y Finlandia). El proyecto da sus primeros frutos en el año 2009 con el asentamiento de la primera pareja reproductora en la provincia onubense (Paraje Natural Marismas del Odiel) Desde entonces y hasta 2014 la población de águila pescadora ha aumentado de manera muy exitosa, contabilizándose ese año un total de siete parejas reproductoras en Cádiz y cinco en Huelva con ocho pollos en esta última.
En marzo de 2011 salió a la luz un plan para hacer lo mismo en el Principado de Asturias. Recientemente se ha considerado la especie recuperada en Andalucía. Por otro lado, las poblaciones en las Islas Canarias se encuentran en la actualidad seriamente amenazadas, faltando información que determinen exactamente las causas.
La población en el mar Mediterráneo se encuentra en una situación crítica, si bien relativamente estable. No obstante, el reciente asentamiento de la población andaluza incrementa la estabilidad y probabilidad de supervivencia de la población mediterránea. La mejor población del Mediterráneo se encuentra en la costa del parque nacional de Alhucemas, en Marruecos, si bien también hay importantes poblaciones en las Islas Baleares y en Córcega.

## Alimentación
Es un ave particularmente bien adaptada a su dieta de pescado. Posee unas fuertes patas, provistas de escamas que le facilitan la sujeción de la presa, y uñas largas y curvadas. Puede cerrar las fosas nasales para evitar la entrada de agua durante las inmersiones.
Localiza a sus presas desde el aire, a menudo cerniéndose antes de zambullirse con las patas por delante para capturar el pez. Cuando vuelve al aire, coloca la cabeza del pez de frente, para disminuir el rozamiento del aire. Las escamas de las patas y las uñas son tan efectivas, que en algunas ocasiones el águila no puede soltar un pez demasiado pesado. Esto puede ocasionar que el ave caiga al agua, donde o bien nada hasta la orilla, o fallece por hipotermia o ahogamiento.

## Reproducción

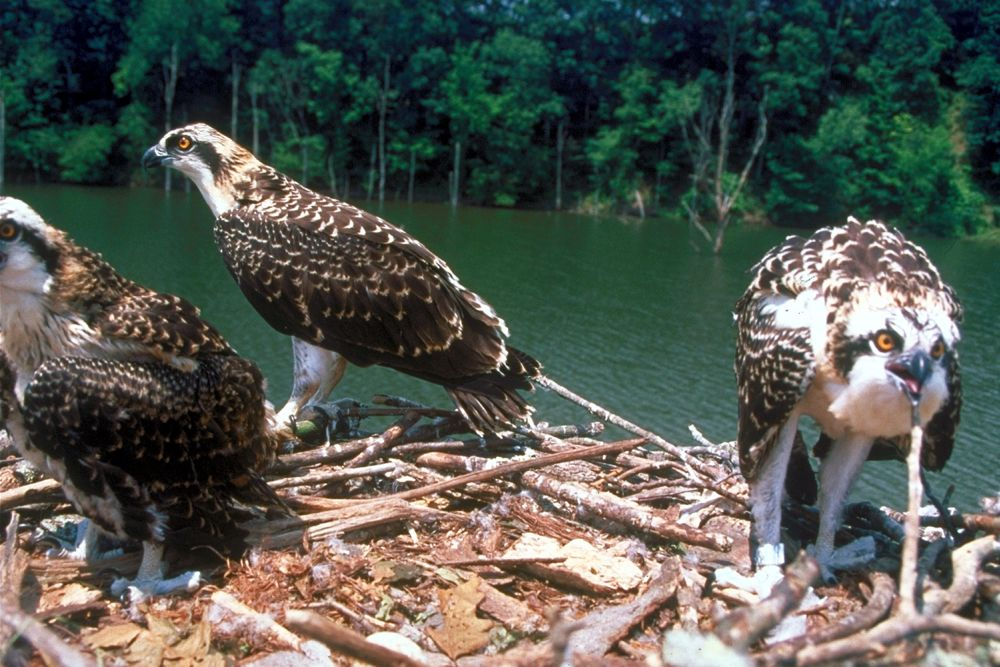
Nido de águila pescadora.

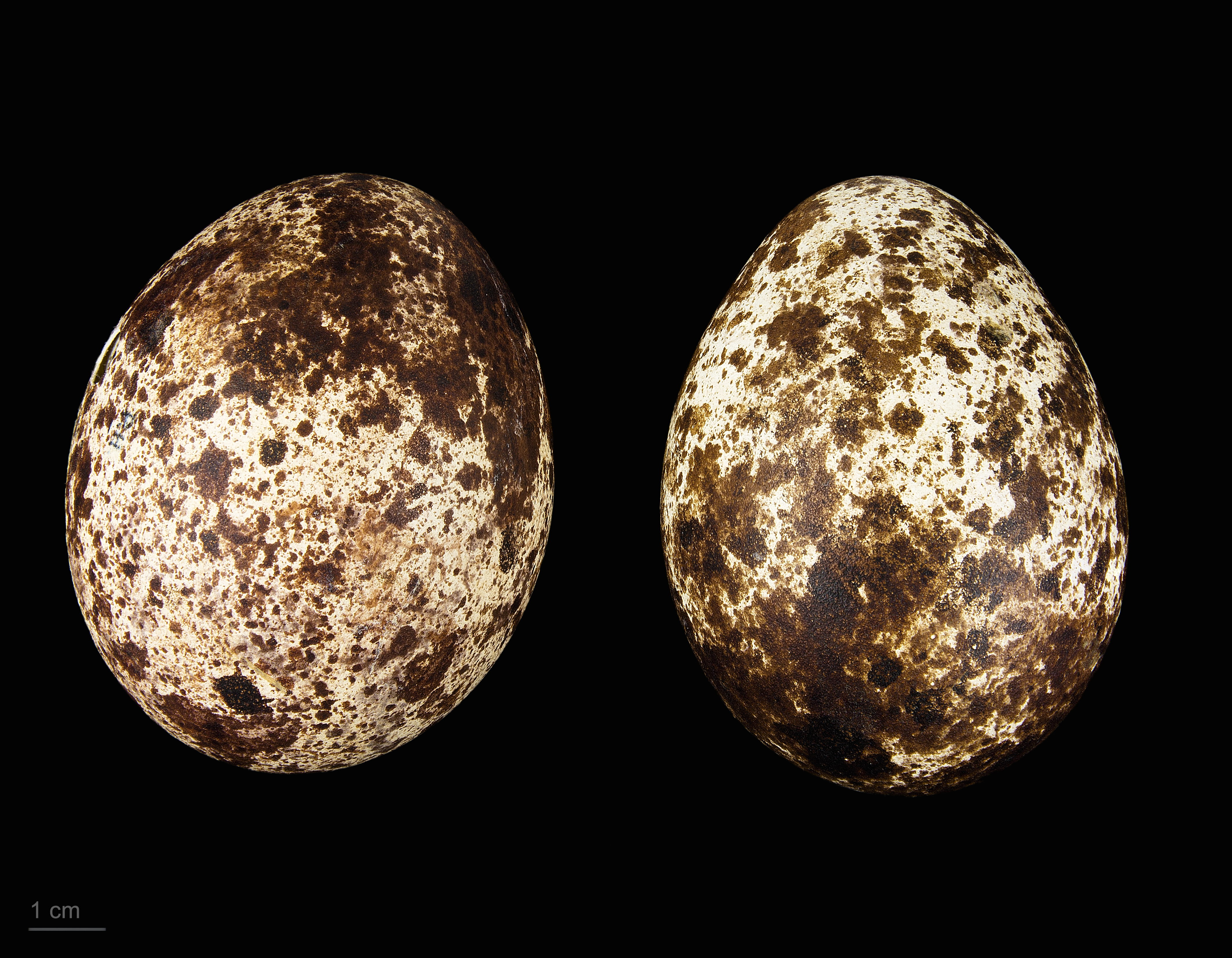
Pandion haliaetus - MHNT

El águila pescadora vive próxima al agua, en costas rocosas y alrededores de lagos. El nido es una gran plataforma de palos construida en árboles, cortados rocosos, postes telefónicos o plataformas artificiales. Generalmente reutilizan su nido todos los años, y mantienen la misma pareja durante toda la vida.
En primavera, alrededor del mes de mayo, comienza el cortejo, que consiste en una espectacular serie de vuelos acrobáticos sobre el nido, ascendiendo a gran altura para realizar luego un picado hasta casi el suelo. La pareja también realiza vuelos conjuntos, con rápidas persecuciones entre los árboles de los alrededores del nido. El resultado es una puesta de dos o tres huevos, dependiendo de la edad de la hembra, que serán incubados unas cinco semanas. Los huevos son blancos, con abundantes manchas marrón oscuro, del tamaño aproximado de un huevo de gallina.
Durante la incubación, llevada a cabo casi exclusivamente por la hembra, el macho es el único que aporta presas. Primero comerá el macho, y dejará el resto para la hembra y los pollos. Estos ya estarán listos para volar unos cincuenta y cinco días después de su salida del huevo.
La esperanza de vida media de un águila pescadora es de veinte a veinticinco años.

### Migración
Los reproductores europeos pasan el invierno en África. Los reproductores estadounidenses y canadienses pasan el invierno en Sudamérica, aunque algunos se quedan en los estados más meridionales de Estados Unidos, como Florida y California. Algunas águilas pescadoras de Florida migran a Sudamérica. Las águilas pescadoras de Australasia no suelen migrar.
Estudios sobre las águilas pescadoras suecas demostraron que las hembras tienden a migrar a África antes que los machos. Hacen más escalas durante su migración otoñal. La variación del calendario y la duración en otoño fue más variable que en primavera. Aunque migran predominantemente de día, a veces vuelan en las horas de oscuridad, especialmente en las travesías sobre el agua, y cubren una media de 260-280 km (161,6-174 mi) por día con un máximo de 431 km (267,8 mi) por día. Las aves europeas también pueden pasar el invierno en el sur de Asia, como lo indica un águila pescadora marcada en Noruega que se está siguiendo en el oeste de la India. En el Mediterráneo, las águilas pescadoras muestran un comportamiento migratorio parcial, ya que algunos individuos permanecen como residentes, mientras que otros realizan viajes migratorios relativamente cortos.

### Mortalidad
Las águilas pescadoras suecas tienen una tasa de mortalidad significativamente mayor durante las temporadas de migración que durante los periodos estacionarios, y más de la mitad de la mortalidad total anual se produce durante la migración. Estas muertes también pueden clasificarse en patrones espaciales: La mortalidad primaveral se produce principalmente en África, lo que puede deberse a la travesía del desierto del Sahara. La mortalidad también puede producirse por percances con servicios públicos humanos, como la anidación cerca de cables eléctricos aéreos o las colisiones con aviones o por enredos con materiales de origen antrópicos (por ej. basuras marinas plásticas).

## Subespecies
Se conocen cuatro subespecies de Pandion haliaetus:
- Pandion haliaetus haliaetus - Paleártico; invernante en Sudáfrica, India y Filipinas.
- Pandion haliaetus carolinensis - Vive el verano boreal en Canadá ý Estados Unidos, lugares en los que se reproduce. Escapa del invierno boreal desplazándose al sur. Aunque la mayor parte de los individuos se concentra en esa época al norte del Ecuador, muchos llegan hasta Perú, Bolivia, Brasil e incluso Chile, Uruguay y Argentina, donde un estudio indica un aumento gradual de avistamientos de la subespecie en los últimos años, señalando presencia de algunas de estas aves a lo largo de todo el año austral, concluyendo que el "P. h. carolinensis debería ser considerada como un visitante regular del norte de Argentina".[25] Así mismo, aunque los avistamientos en Chile son comparativamente escasos respecto a otras especies de rapaces, son regulares y se presentan también durante el invierno austral,[26] llegando al menos a la provincia de Valdivia.[27] Algunas poblaciones norteamericanas migran hasta los territorios al sur de Estados Unidos y pasan el invierno en Florida y California,[28] mientras que los individuos que nidifican, por ejemplo en Florida, migran durante el invierno boreal hasta Sudamérica, hacia áreas como el Lago de Maracaibo (Venezuela), el Río Magdalena (Colombia) o la cuenca del Río Amazonas.[29]
- Pandion haliaetus ridgwayi - Caribe (incluyendo Bahamas, Cuba y Belice).
- Pandion haliaetus cristatus - de Célebes y Java hasta Nueva Guinea, Australia y Nueva Caledonia. En ocasiones, es considerada una especie distinta.[7]